# Silene mentagensis
Silene mentagensis är en nejlikväxtart som beskrevs av Cosson. Silene mentagensis ingår i släktet glimmar, och familjen nejlikväxter. Inga underarter finns listade i Catalogue of Life.